# روبرت فيتزروي
روبرت فيتزروي (بالإنجليزية: Robert FitzRoy)‏ هو ضابط بحري وعالم أرصاد جوية وأوصاف المياه بريطاني إنجليزي ولد في يوم 5 يوليو 1805 في بلدة أمبتون في سوفولك في إنجلترا في المملكة المتحدة، كان قائد سفينة بيغل التي ركبها عالم الأحياء الشهير تشارلز داروين، إهتم فيتزروي بعلم الأرصاد الجوية وإهتم بالتوقعات الجوية وكان ينشر معلومات التوقعات الجوية للبحارة وصيادي السمك لأجل أمانهم، بعد ذلك أصبح يهتم بعلم وصف المياه وأصبح محافظ نيوزلندا من سنة 1843 إلى سنة 1845 في حين أصبح شقيقه تشارلز فيتزروي محافظ على نيوساوث ويلز في أستراليا و جزر إداورد أنتيغوا وباربودا ويشتهر بأنه حمى الماوريين السكان الأصليين لنيوزلندا من التجار البريطانيين الغير القانونيين، أكتشف السنوات الأخيرة أنه عانى من مرض في سنواته الأخيرة مما جعله يقبل إلى الانتحار في سنة 1863 وقد بلغت ثروته بعد وفاته حوالي 400 ألف جنيه إسترليني.

## روابط خارجية
- روبرت فيتزروي على موقع الموسوعة البريطانية (الإنجليزية)